# ウニオンEC
ウニオンEC (ポルトガル語: União Esporte Clube)は、ブラジル・マットグロッソ州ロンドノポリスを本拠地とするサッカークラブである。別名ウニオン・ジ・ロンドノポリス (ポルトガル語: União de Rondonópolis)

## 歴史
1973年6月6日設立。2000年にはカンピオナート・ブラジレイロに代わって開催されたコパ・ジョアン・アヴェランジェに参加した。
2009年のコパ・ド・ブラジルでは1回戦で強豪のSCインテルナシオナルと対戦。1stレグで勝利し世間の注目を浴びたが。2ndレグで敗れ敗退した。

## タイトル

### 国内タイトル
- カンピオナート・マトグロッセンセ : 1回
  - 2010

### 国際タイトル
なし

## 歴代監督
- ファビアン・ゲデス 2018-

## 歴代所属選手

### DF
- アラン・ダビー・ドッチ 2003
- オジバン・ゴメス・シウバ 2009
- セレゾ・カルドソ・デ・モラエス 2012

### MF
- レアンドロ・トーマス・ペレス 2005
- アイルトン・デ・オリベイラ・モデスト 2008
- アナイウソン・ブリト・ノレト 2014

### FW
- エリベウトン 2007
- ジェイウソン・デ・カルバーリョ・ソアレス 2017-
- ジャイロ・ペレイラ・レイス 2018-